# Sužan
Sužan je mjesto na otoku Krku, u općini Dobrinj, u Republici Hrvatskoj. 

## Smještaj
Sužan se nalazi u sjeveroistočnom dijelu otoka Krka, oko kilometar od uvale Soline. U rubnom je dijelu općine Dobrinj prema općini Omišalj. Nedaleko mjesta je lokalitet Meline, a susjedna sela su: Čižići- 1 kilometar istočno, te Tribulje- 1 kilometar južno. 

## Porijeklo naziva
Prema romanistu Petru Skoku naziv mjesta je kršćansko-romanskog porijekla. Dolazi od: San(ct) + Jean = Su-jean = Sužan, što znači Sveti Ivan. Na sličan način nastali su nazivi Supetar, Sumartin i Sutivan na Braču, Štivan na Cresu i drugi. Naziv je izravno povezan s doseljavanjem Murlaka ( Vlaha ) u 15. stoljeću na ovo područje.
Međutim, povjesničar Ivan Feretić tvrdi kako je naziv drukčijeg porijekla. Prema njemu područje današnjeg Sužana Frankapani su darovali nekom Sužaniću i nekom Murlaku ( Vlahu ) iz Solina, a mjesto je dobilo ime po onom prvom. Ta teza se donekle poklapa s lokalnom legendom o nastanku sela Sužan i Čižići: nekada su bila dva brata, jedan je izrađivao „žužnjiće“ pa su ga zvali Žužnić, a drugi je radio „čižmiće“ pa su ga zvali Čižmić. Od prvoga je nastalo ime za Sužan, a od drugoga za Čižiće.

## Povijest
Nastanak sela vezan je s doseljavanjem Murlaka ( Vlaha ) u 15. stoljeću. Njih je doselio Ivan VII Frankapan sredinom 15. st. s Velebita. Kod većine od dvjestotinjak doseljenih obitelji na otok Krk radilo se zapravo o Hrvatima koji su nazivani Murlacima jer su živjeli u zaleđu, na planini tj. na Velebitu (nekada se kanal između Krka i Senja i Vinodola nazivao Murlačkim kanalom). Međutim, najvjerojatnije su na područje Sužana doseljeni pravi etnički Vlasi tj. Murlaci. Tome u prilog idu neki nazivi lokaliteta u okolici Sužana, ali i nazivi susjednih sela Čižići i izumrlog sela Šugare, a koji su romanskog porijekla. Uostalom, u skladu s ovom teorijom je i teza romanista Skoka o porijeklu naziva. Murlake su u ovaj kraj Frankapani doselili zbog radne snage u svojim solanama u obližnjoj uvali Soline. 
U narodu i danas postoji predaja da su stanovnici Sužana doselili iz Krmpota iznad Senja. Omišljani su stanovnike nekadašnjeg zaseoka u blizini Jezera, koje se nalazi između Sužana i Njivica, nazivali Karampotanima.
Padom otoka pod vlast Venecije 1480. godine, rad solana je zabranjen kako ne bi bile konkurentne venecijanskim solanama. Tada najznačajnija privredna grana postaje stočarstvo, te u manjoj mjeri ratarstvo. U 19. stoljeću na lokalitetu Meline nedaleko Sužana, izgrađena je tvornica opeka ( „opukarija“ ), međutim ona je propala, a danas joj više nema ni traga. 
Nakon Drugoga svjetskog rata dolazi do značajne emigracije mještana u Ameriku i veće gradove ( Rijeka, Zagreb..). Izgradnjom Zračne luke Rijeka i Krčkog mosta 1980. godine, te razvojem turizma na otoku, stvoreni su uvjeti za razvoj ovog kraja i ostanak lokalnog stanovništva.

## Stanovništvo
Prema popisu stanovništva iz 2001. godine u Sužanu je živjelo 76 stanovnika. Time je došlo do laganog porasta broja stanovnika u odnosu na prethodni popis iz 1991. godine kada je zabilježeno 70 stanovnika, a što je u skladu s većinom ostalih mjesta općine Dobrinj koja posljednjih dva desetljeća imaju lagani porast broja stanovnika.
Prvi podatak o stanovništvu je iz evidencije Krčke biskupije iz 1780. godine kada je u Sužanu živjelo 56 žitelja. Prema toj istoj, crkvenoj, evidenciji, 1935. godine Sužan je imao maksimalnih 180 stanovnika.
Službena evidencija je malo drukčija i prema njoj je najveći broj stanovnika bio 170, 1948. godine.                                                                                                                                                            

| broj stanovnika | 97    | 107   | 96    | 96    | 108   | 145   | 151   | 128   | 170   | 156   | 136   | 119   | 99    | 75    | 76    | 84    | 70    |
|                 | 1857. | 1869. | 1880. | 1890. | 1900. | 1910. | 1921. | 1931. | 1948. | 1953. | 1961. | 1971. | 1981. | 1991. | 2001. | 2011. | 2021. |

## Gospodarstvo
U mjestu nema nikakvih privrednih subjekata, pa najveći dio stanovništva radi u obližnjim većim mjestima (Omišalj, Malinska, grad Krk) ili u 40-ak kilometara udaljenoj Rijeci. 
Nekad razvijeno stočarstvo danas nema toliko značajnu ulogu nego predstavlja uglavnom dodatni izvor zarade. Lokalnim ovčarima veliki problem predstavlja alohtona divljač, medvjedi i divlje svinje. Medvjed dolazi u ove krajeve na proljeće i u jesen iz Gorskog kotara. Veprove su na otok doselili lovci radi jačanja lovačkog turizma, ali su se oni nekontrolirano razmnožili i potpuno su izvan kontrole lovaca te stvaraju velike štete naročito ovčarima, klanjem čitavih ovaca, ali i ratarima. Osim za privredu, alohtona divljač predstavlja veliku opasnost i za ljude jer se zvijeri noću kreću i unutar naseljenih mjesta.
Maslinarstvo je obnovljeno u značajnoj mjeri, a sade se i novi maslinici. 
Turizam u Sužanu nije razvijen, osim nekoliko apartmana u ambijentalno obnovljenim kamenim kućama ili u novosagrađenim vilama. Međutim, potencijali za razvoj turizma su veliki.
To je u prvom redu blizina tržištu, ali i smještaj Sužana na uzvisini ponad prekrasne uvale Soline i lokaliteta s ljekovitim blatom Meline.

## Znamenitosti
- Nekoliko kilometara sjeveroistočno od Sužana je špilja Biserujka. Iako duga samo oko 110 metara, danas jedna od najposjećenijih špilja u Hrvatskoj. Na samo nekoliko metara dubine veliko je bogatstvo špiljskih ukrasa - stalaktita i stalagmita.

- Crkvu Majke Božje od zdravlja izgradili su 1927. godine sami mještani jer im je dotadašnja crkva Svih svetih postala premalena. Crkva ima tri oltara: glavni s palom Majke Božje i dva pobočna. Na pročelju ima rimski zvonik sa zvonima. Osim za Sužan služi i za vjernike iz sela Klanice, Tribulje i Čižići. Za razliku od dotadašnje mjesne crkve, nova je crkva izgrađena u samom središtu mjesta.

- Crkva svih svetih bila je izgrađena 1514. godine. U tu svrhu mještani su se udružili u istoimenu bratovštinu koja je djelovala sve dok Francuzi početkom 19. stoljeća nisu ukinuli bratovštine. Crkva je imala rimski zvonik s tri zvona te ložu. Sve do 1927. godine služila je kao seoska crkva kada je zbog naraslog broja stanovika sagrađena veća crkva Majke Božje od zdravlja, a crkva Svih svetih je napuštena te je danas u ruševnom stanju neposredno uz seosko groblje.

- Najstarija crkva na području Sužana je crkva Svetog Ivana Krstitelja. Prema glagoljskoj ispravi od 15. kolovoza 1464. godine, nju je Ivan VII Frankapan darovao Marinu Gujašiću iz Omišlja. Dvije godine poslije posvetio ju je krčki biskup Nikola. Međutim, već 1579. godine u apostolskoj vizitaciji zapisano je da je u ruševnom stanju, a 1590. godine se više niti ne spominje. Ruševine su vidljive i danas u drmunu „Gorinji“ obitelji Grdović nedaleko Sužana.

## Vanjske poveznice
- službene stranice općine Dobrinj
- Službene stranice Turističke zajednice Općine Dobrinj  Arhivirana inačica izvorne stranice od 26. srpnja 2010. (Wayback Machine)
- satelitski snimak Sužana  Arhivirana inačica izvorne stranice od 4. ožujka 2016. (Wayback Machine)